# Dinastia nerva-antonina
A dinastia nerva-antonina foi uma dinastia de sete imperadores que governaram o Império Romano entre 96 d.C. e 192 d.C. Foram eles: Nerva, Trajano, Adriano, Antonino Pio, Marco Aurélio, Lúcio Vero e Cômodo.

## Sucessão por adoção
As primeiras cinco das seis sucessões ocorridas neste período foram notáveis por que o imperador reinante adotou o candidato de sua escolha para ser o seu sucessor. Sob a lei romana, uma adoção criava uma ligação legal tão forte quanto a de parentesco. Por conta disto, os imperadores do segundo ao sexto nesta dinastia são chamados de imperadores adotivos.
Esta peculiaridade tem sido geralmente considerada como um repúdio consciente do princípio da herança dinástica e tem sido considerado como um dos fatores para a prosperidade do período. Porém, não era uma prática nova; imperadores romanos adotaram herdeiros no passado: o imperador Augusto adotou Tibério e Cláudio adotou Nero. Júlio César que se auto-nomeou ditador vitalício, considerado instrumental na transição da República para o Império, adotou Otaviano, que seria conhecido como Augusto, o primeiro imperador de Roma, mesmo tendo, possivelmente, um filho ilegítimo, Cesarião, com Cleópatra. Além disso, havia sempre uma ligação familiar, pois Trajano adotou seu sobrinho Adriano e este obrigou Antonino Pio a adotar seu primo Marco Aurélio. Finalmente, a nomeação por Marco Aurélio de seu filho Cômodo foi considerada infeliz e o início do declínio do Império.
Assim, esta teoria defende que a sucessão por adoção teria nascido da falta de herdeiros biológicos. Nenhum, exceto o último, dos imperadores adotivos tinha filhos legítimos para sucedê-los e foram, desta forma, obrigados a escolher um sucessor. Tão logo se apresentou a possibilidade de entregar a função para um filho biológico, a sucessão por adoção foi abandonada.
A dinastia pode ser subdividida na Dinastia nerva-trajana (também chamada de "ulpiana" por causa do nomen compartilhando entre eles, "Ulpius") e a Dinastia antonina (por causa do nomen "Antoninus").

### Dinastia antonina
Os antoninos foram quatro imperadores romanos que governaram entre 138 e 192: Antonino Pio, Marco Aurélio, Lúcio Vero e Cômodo.
Em 138, depois de um longo reinado dedicado à unificação cultural e à consolidação do império, Adriano nomeou Antonino Pio seu filho adotivo e herdeiro na condição de que ele adotasse Marco Aurélio e Lúcio Vero. Adriano morreu no mesmo ano e Antonino começou seu pacífico e benevolente reinado. Ele aderia estritamente às antigas tradições e instituições romanas, dividindo o poder com o senado romano.
Marco Aurélio sucedeu-o quando ele morreu, em 161, e continuou seu legado como um administrador habilidoso e despretensioso e um líder. Lúcio Vero governou com ele até 169. Marco Aurélio morreu em 180 e foi sucedido pelo seu filho biológico Cômodo.

## Cinco bons imperadores
Os imperadores conhecidos geralmente como "os cinco bons imperadores" foram Nerva, Trajano, Adriano, Antonino Pio e Marco Aurélio. O termo foi cunhado pelo filósofo político Maquiavel em 1503
| “ | "Do estudo desta história podemos também aprender como um bom governo deve ser fundado; pois enquanto todo os imperadores que acederam ao trono por nascimento, exceto Tito, foram ruins, todos foram bons que acederam por adoção, como foi o caso dos cinco de Nerva até Marco. Mas tão logo o império caiu novamente nas mãos dos herdeiros por nascimento, sua ruína recomeçou" | ” |
|   | — Maquiavel, Discurso sobre a Primeira Década de Tito Lívio. |   |

Maquiavel argumentou que estes imperadores adotados conquistaram o respeito de todos à volta através do bom governo:
| “ | "Tito, Nerva, Trajano, Adriano, Antonino e Marco não precisaram de coortes pretorianas ou de incontáveis legiões para guardá-los, mas eram defendidos por suas próprias vidas direitas, pela boa vontade de seus súditos e pela ligação com o senado." | ” |
|   | — Maquiavel, Discurso sobre a Primeira Década de Tito Lívio. |   |

O historiador do século XVIII Edward Gibbon em sua obra "A História do Declínio e Queda do Império Romano" era da opinião que o governo deles foi uma época em que "o Império Romano era governado pelo poder absoluto guiado pela sabedoria e pela virtude". Gibbon acreditava que estes ditadores benevolentes e suas políticas moderadas eram incomuns e contrastavam com seus sucessores, mais tirânicos e opressivos (Gibbon não tratou dos predecessores). Ele chegou ao ponto de afirmar que:
| “ | Se um homem fosse convocado para escolher um período da história do mundo durante o qual a condição da raça humana foi mais feliz e próspera, ele iria, sem hesitar, escolher o que se passou entre a morte de Domiciano e a ascensão de Cômodo. A vasta extensão do Império Romano era governada pelo poder absoluto guiado pela virtude e pela sabedoria. Os exércitos eram contidos pela firme, mas gentil, mão de quatro sucessivos imperadores cuja personalidade e autoridade comandavam respeito. As formas da administração civil foram cuidadosamente preservadas por Nerva, Trajano, Adriano e os antoninos, que se deleitavam com a imagem da liberdade e gostavam de se ver como ministros responsáveis pelas leis. Tais príncipes mereceriam a honra de restaurar a república se os romanos da época fossem capazes de gozar uma liberdade racional. | ” |
|   | — Edward Gibbon, A História do Declínio e Queda do Império Romano. |   |

## Linha do tempo
Note que Lúcio Vero, que reinou entre 161 e 169 como coimperador de Marco Aurélio, não aparece nesta linha do tempo.